# Duiske Abbey
Duiske Abbey (irisch Mainistir an Dubhuisce; auch Graiguenamanagh Abbey) ist eine Abtei in der irischen Ortschaft Graiguenamanagh (Gráig na Manach; deutsch „Dorf der Mönche“) in der Baronie Gowran, nördlich von New Ross im Barrow Valley des County Kilkenny.
Sie war einst das größte der Zisterzienserklöster Irlands und ist heute das am besten erhaltene bzw. restaurierte. Der Name stammt von der irischen Bezeichnung für Schwarzes Wasser (Dubh-Uisce) – dem Namen des River Barrow, der in der Nähe vorbeifließt.
William Marshall (ein Earl of Pembroke) und Mönche aus Wiltshire legten im Jahre 1204 (die 800-Jahr Feier fand statt, obwohl es auch Daten für 1207 und 1212 gibt) das Fundament der Abbey. Das Kloster war ein Tochterkloster von Stanley Abbey, das wiederum von Quarr Abbey, einem Tochterkloster des Klosters Savigny, gegründet worden war. Savigny hatte sich im Jahr 1147 mit seiner Kongregation dem Zisterzienserorden angeschlossen und der Primarabtei Clairvaux unterstellt. Die Abtei wurde 1536 aufgehoben, 1812 wurde die Kirche wieder katholisch.

## Die Abtei
Die aus gelbem Kalkstein errichtete Kirche besteht aus dem langen, mit einer Holzdecke versehenen Schiff, mit vier quer liegenden Seitenschiffen und dem Chor. Der heutige Kirchenboden liegt über zwei Meter oberhalb des alten. Nach den Restaurierungen des 19. Jahrhunderts sind Teile der alten Mauern, Bögen und Kapitelle wieder sichtbar. An einer Stelle kann man heruntersteigen, um das dekorierte Portal des ehemaligen südlichen Eingangs aus dem 13. Jahrhundert anzusehen. Nach Aufhebung des Klosters im Jahre 1536 fiel der Besitz an die Butlers von Ormond und im Jahre 1703 an die Agars. 1728 wurde eine Kapelle an der Südmauer des Seitentrakts errichtet. Im Jahre 1774 stürzte der originale oktogonale Turm ein. Ab 1813 wurde die Kirche zum großen Teil wiederhergestellt. Das westliche Ende wurde im Jahre 1886 vollendet.

Duiske Abbey
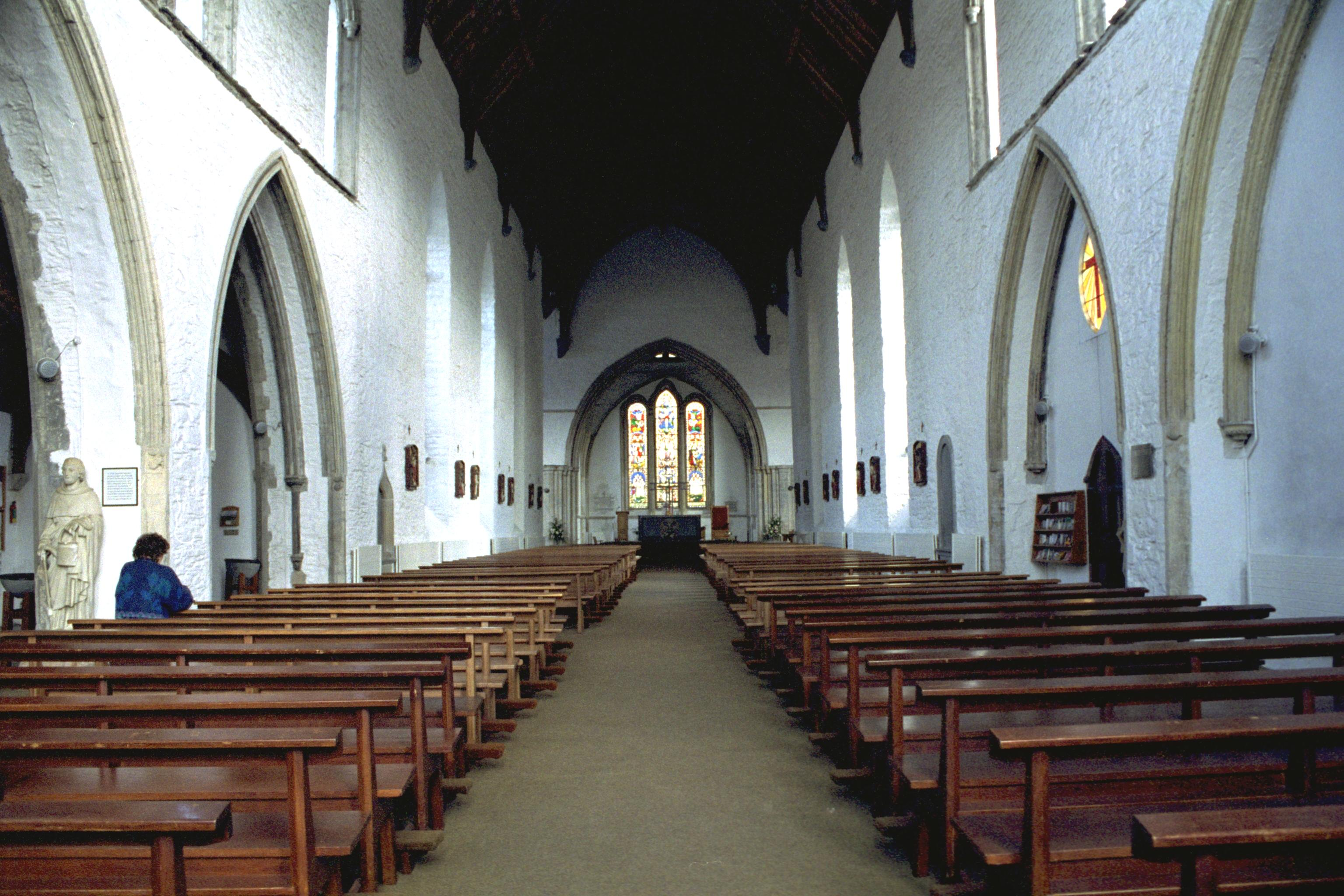
Kirchenschiff mit Blick nach Osten
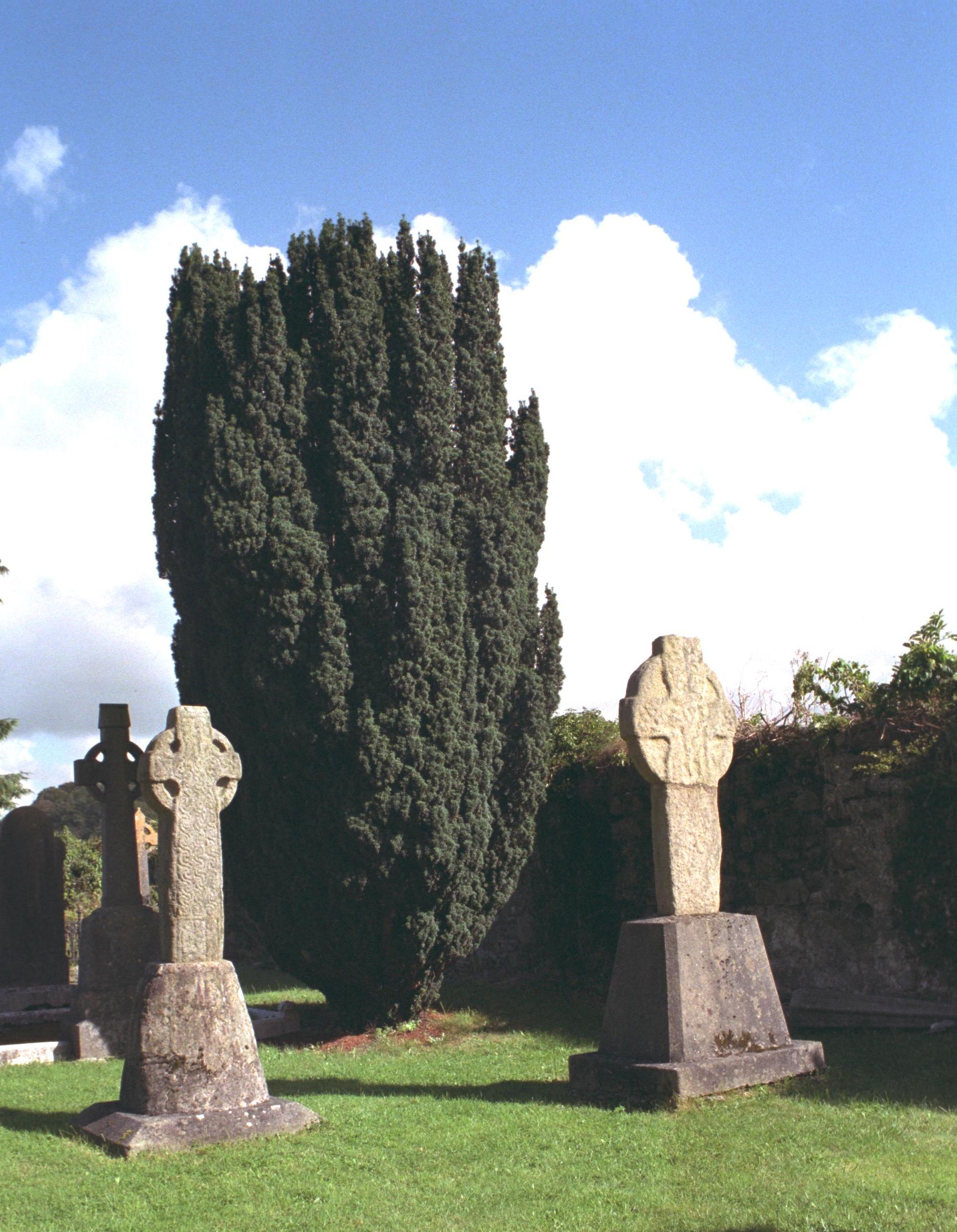
Westseite der Hochkreuze
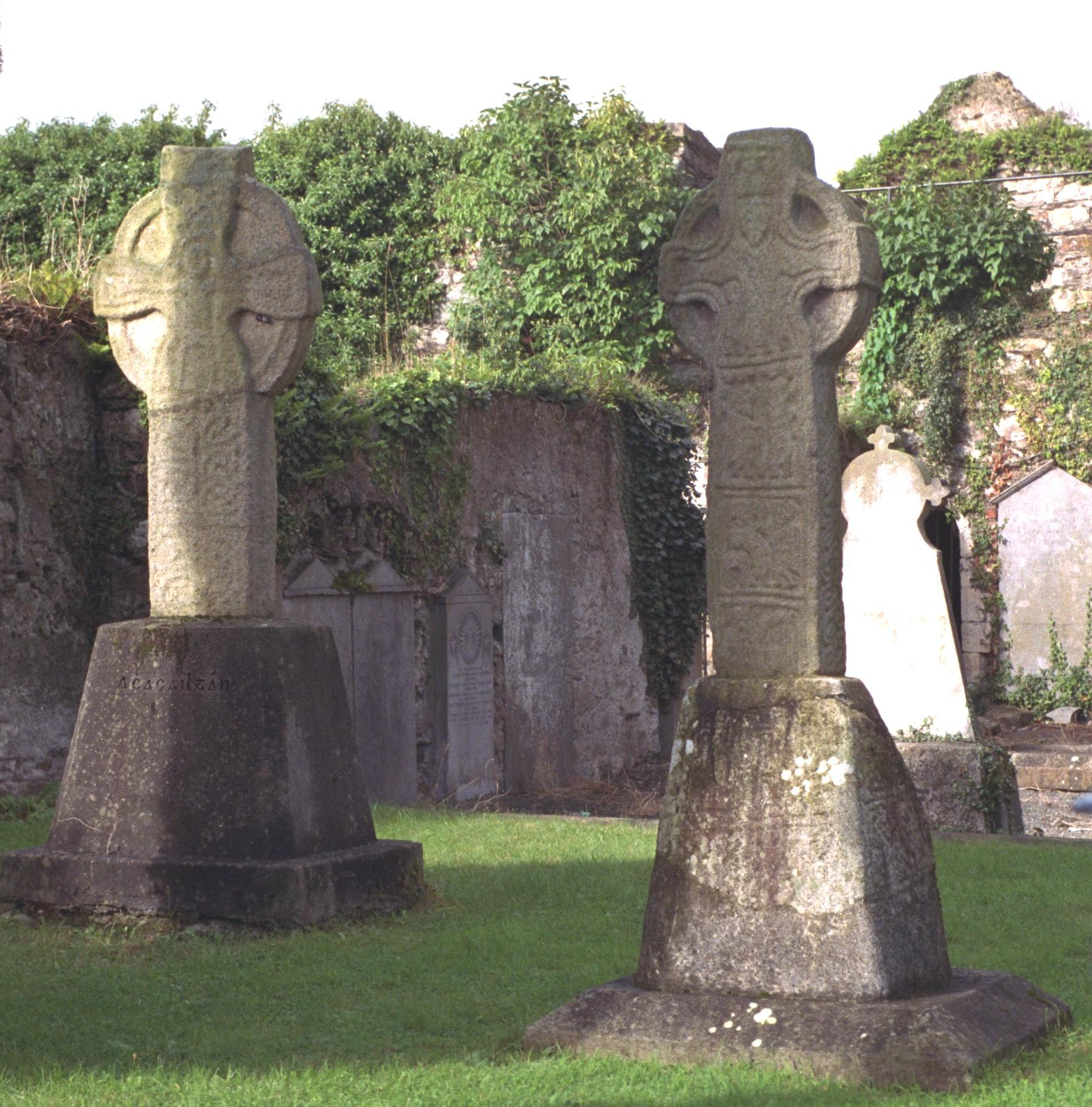
Ostseite der Hochkreuze

## Hochkreuze
Auf dem Friedhof südlich des Chores stehen zwei kleine Hochkreuze aus Granit, die hierher gebracht wurden, eines von Ballyogan, mit der Darstellung des Königs David, Isaaks Opfer, Adam und Eva und der Kreuzigung auf der Ost- und Spiralmustern auf der Westseite. Das zweite Kreuz stammt von Aghailta und zeigt die Kreuzigungsszene und Knotenmuster. Ein alter Grabstein mit Kreuzsymbol steht in der Nähe.
Der Ort machte von sich reden, da hier am 3. März 1831 der erste Konflikt im Zuge des Zehnt-Krieges stattfand. Der katholische Priester von Graiguenamanagh hatte, mit dem Einverständnis seines Bischofs, die Menschen in der Umgebung davon überzeugt, die Zahlung des Zehnten zu verweigern.